# Фёклабрукк
Фёклабрукк (нем. Vöcklabruck) — окружной центр в Австрии, в федеральной земле Верхняя Австрия.
Входит в состав округа Фёклабрукк. Население составляет 12 175 человек (на 1 января 2016 года). Занимает площадь 16 км². Официальный код — 41746.
В городе существует футбольный клуб «Фёклабрукк», домашний стадион, — «Форальпенштадион», вмещает 4400 зрителей.

## Известные уроженцы
- Медиц-Пеликан, Эмилия (1861—1908) — австрийская художница.
- Пёстльбергер, Лукас (1992) — австрийский профессиональный шоссейный велогонщик.

## Иллюстрации

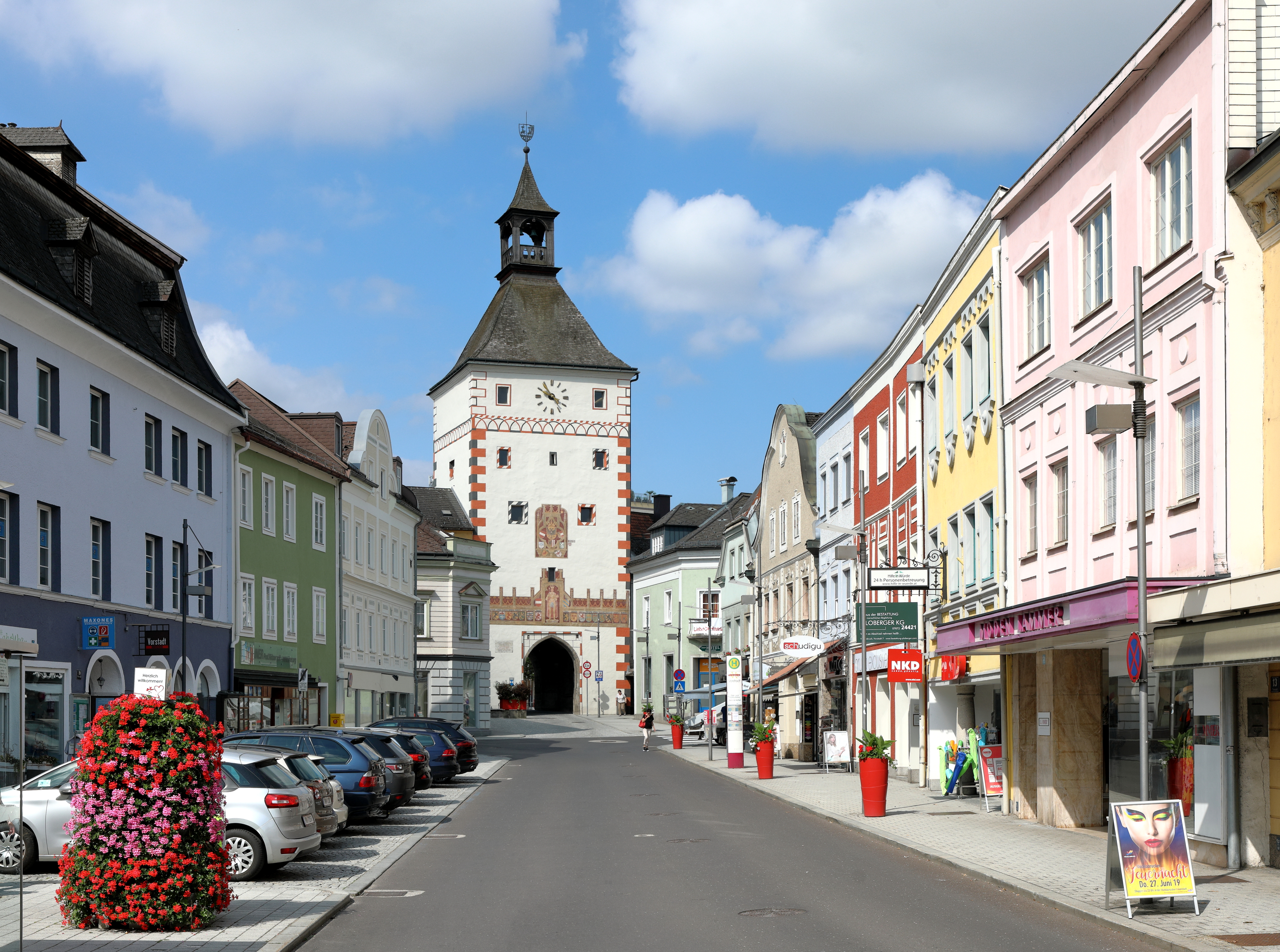
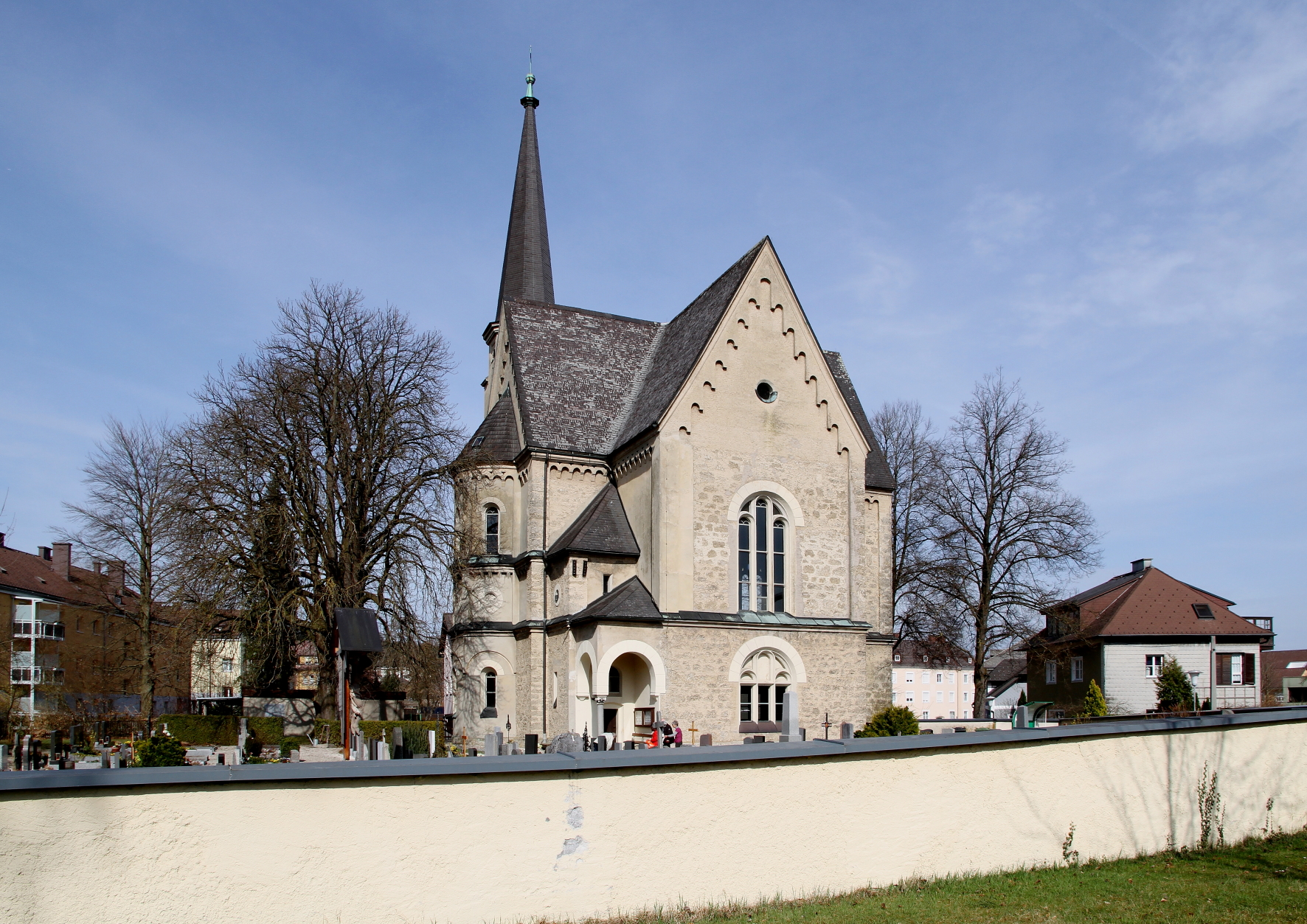
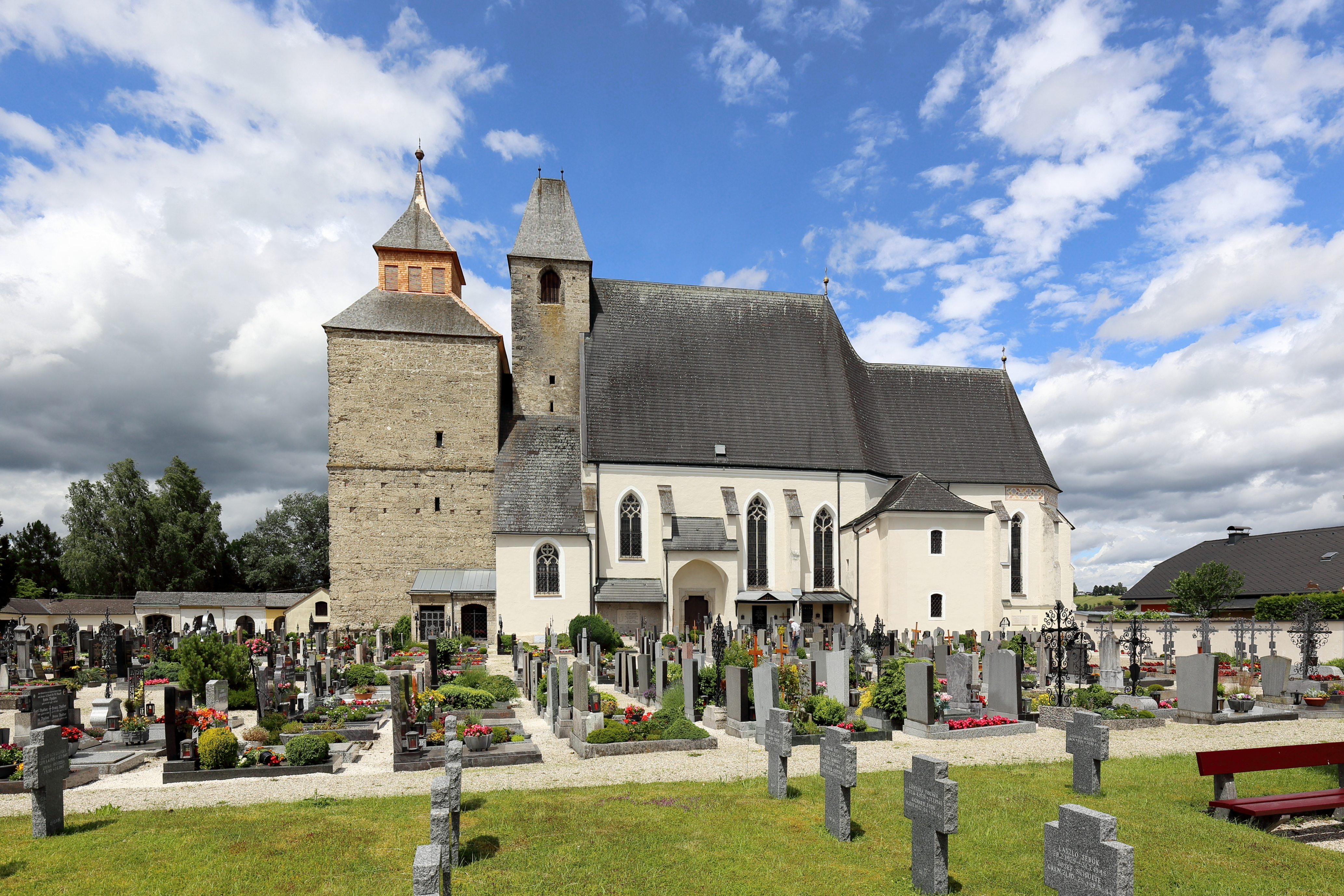
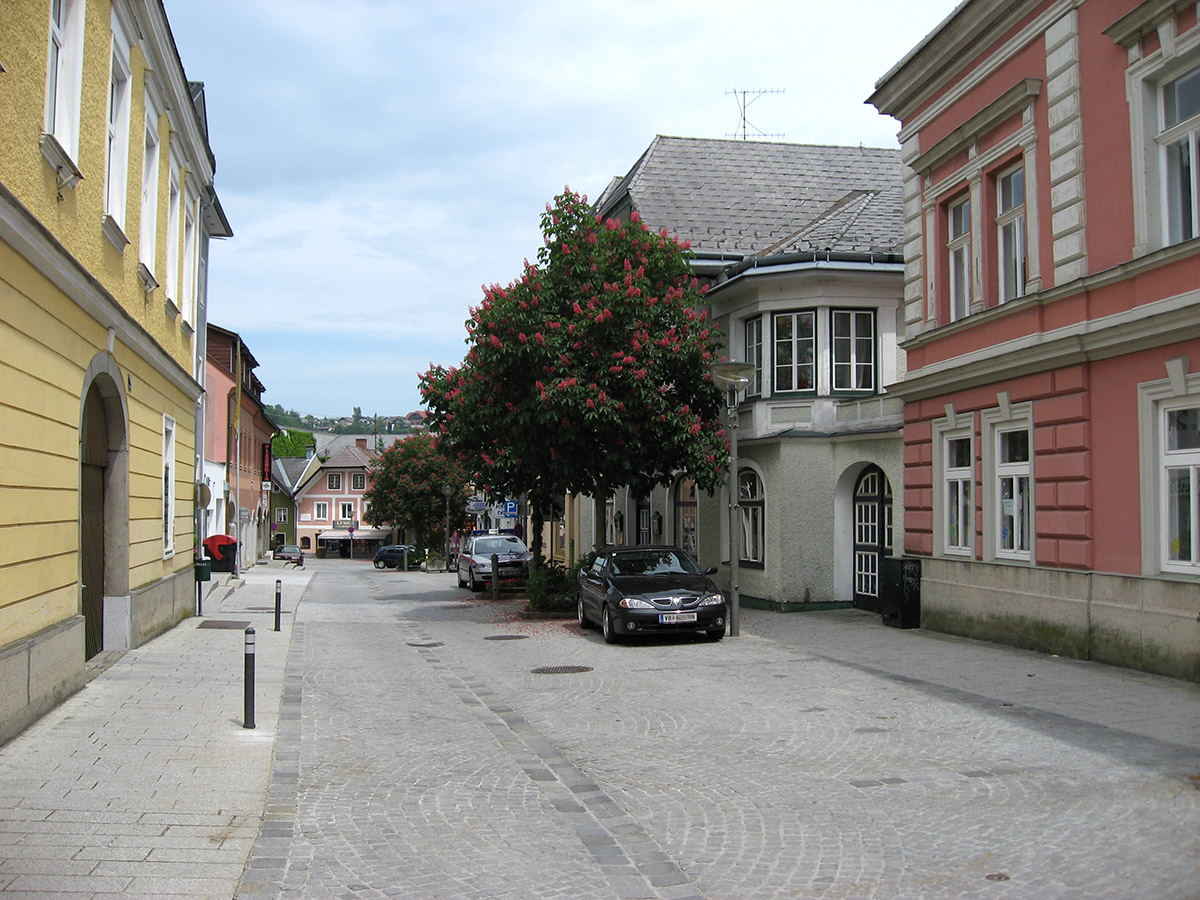
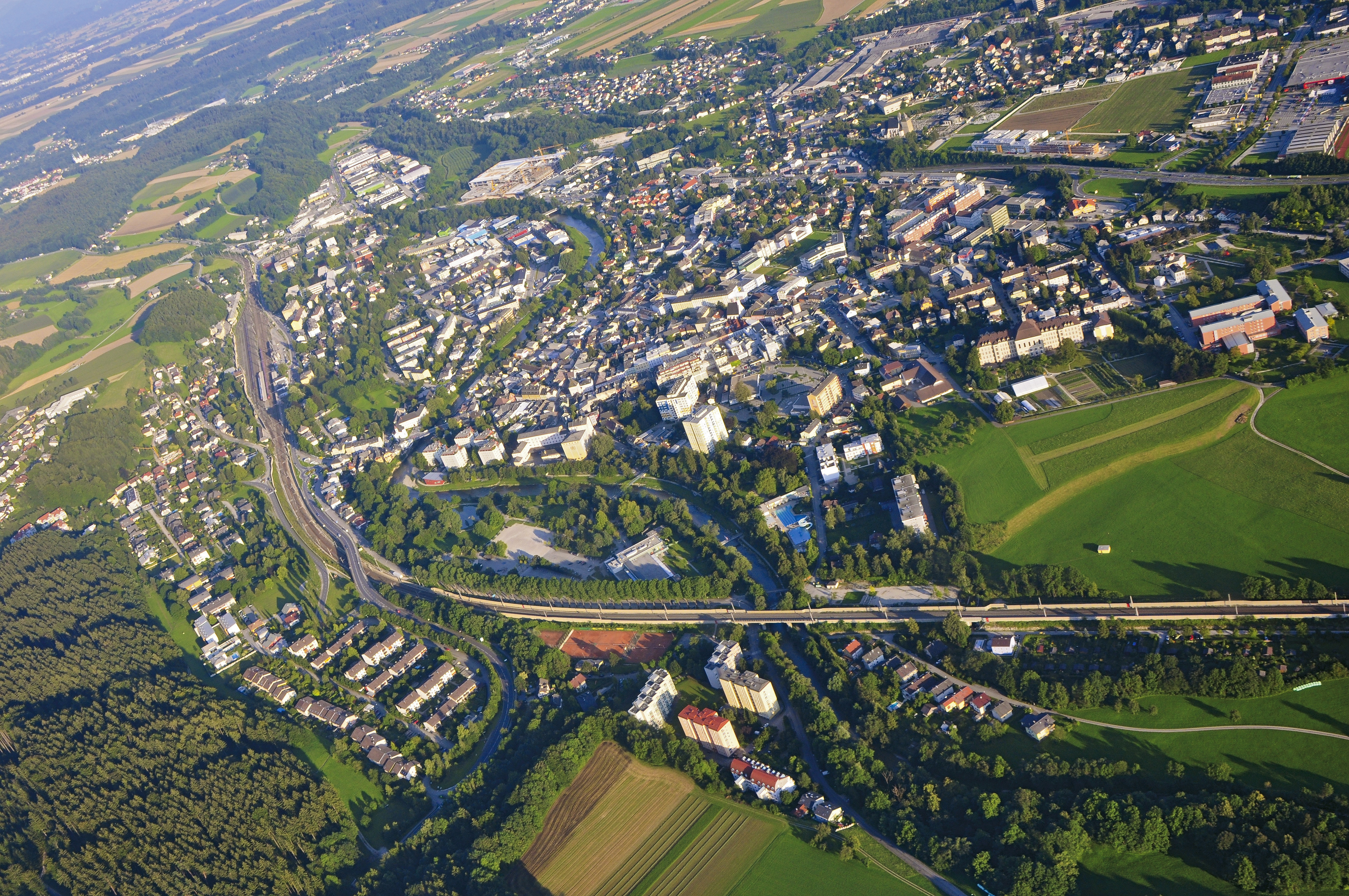